# Telmatobius ceiorum
Telmatobius ceiorum är en groddjursart som beskrevs av Laurent 1970. Telmatobius ceiorum ingår i släktet Telmatobius och familjen Ceratophryidae. IUCN kategoriserar arten globalt som starkt hotad. Inga underarter finns listade i Catalogue of Life.